# Mary Jarvis Yak
Mary Jarvis Yak est une femme politique du Soudan du Sud.

## Biographie
Le 10 juillet 2011, elle est nommée ministre du développement des ressources humaines du Soudan du Sud dans le gouvernement provisoire suivant le référendum sur l'indépendance du Soudan du Sud. Le 26 août, elle devient vice-ministre des finances. Elle siège également à l'Assemblée législative nationale du Soudan du Sud.
Le 1 août 2013, elle est nommée vice-ministre des finances, de la planification économique et du commerce, le ministre étant Agrey Tisa Sabuni. 
De 2012 à 2015, le gouvernement du Soudan du Sud contracte un prêt d'un milliard de dollars auprès du Qatar et du Kenya pour pouvoir importer des biens de première nécessité. En 2013, des personnes influentes commencent à détourner des fonds ; un processus d'allocation des ressources est mis en place par un groupe de travail gouvernemental dirigé par Mary Jarvis Yak, alors vice-ministre des finances et de la planification économique. En 2014, le gouvernement forme un comité de vérification qui fait valider les appels d'offres par cinq ministères de dix États du Soudan du Sud, mais les vérifications ne sont pas réellement appliquées et l'argent est gaspillé. Le Soudan du Sud ne reçoit pas les biens dont il a besoin, et n'est pas en mesure de rembourser sa dette.
En 2016, elle est nommée à nouveau vice-ministre des finances et de la planification.
En janvier 2017, le président Salva Kiir démet Yak et son sous-secrétaire Salvatore Garang de leurs fonctions. En 2021, elle est réélue à l'Assemblée législative.